# 레티시아 카스타
레티시아 마리 로르 카스타(프랑스어: Laetitia Marie Laure Casta, 1978년 5월 11일 ~ )는 프랑스의 배우, 모델이다.

## 작품 목록
- 워 오브 더 버튼: 작은 영웅들 - 시몬 역
- 더 아일랜드 - Sophie 역
- 시크릿 - 줄리에 코트 역
- 두 낫 디스터브
- 윈 히스토리에 다모르
- 베리 배드 걸스
- 밝은 미래
- 어 워먼 애즈 어 프렌드
- 데스 아파치